# 堅果

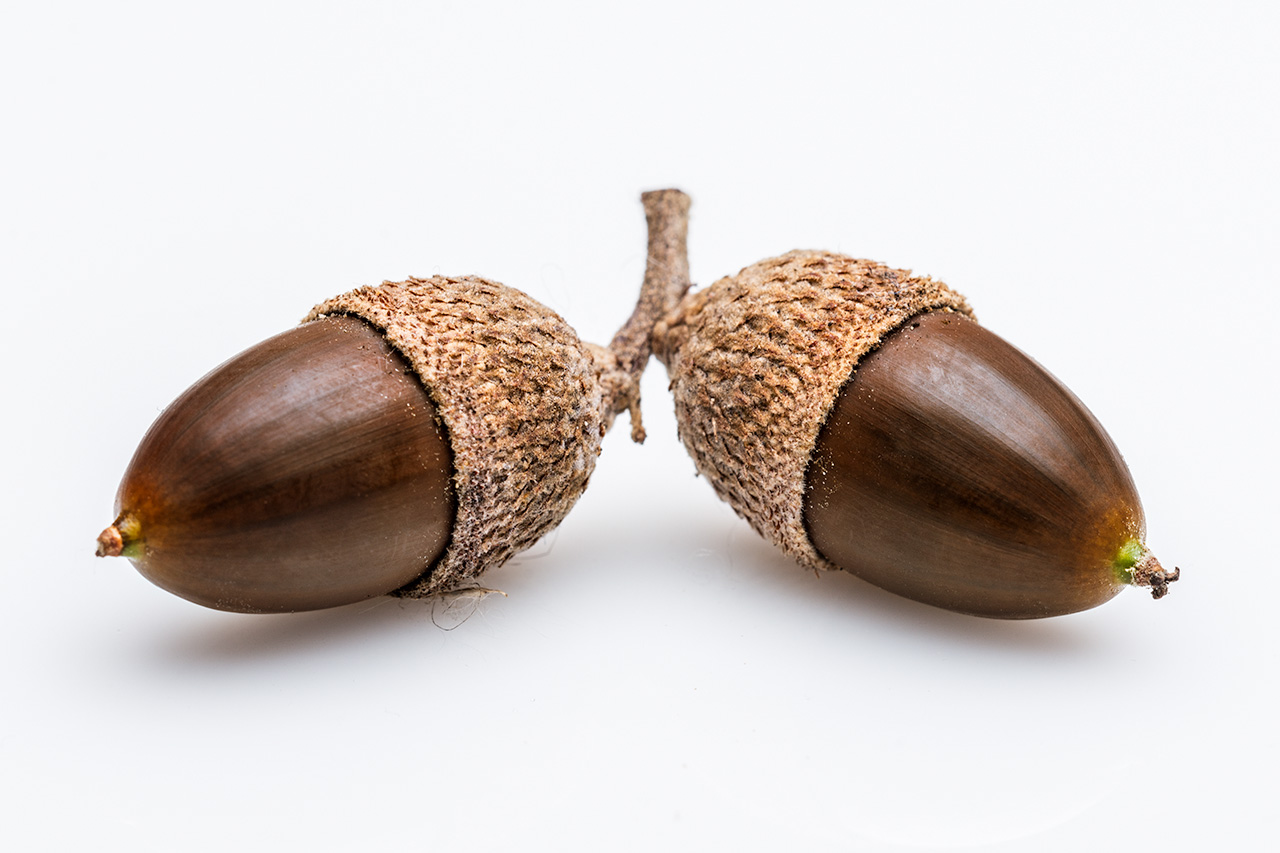
セイヨウヒイラギガシ（ブナ科）の堅果

堅果（けんか、英: nut, glans）とは、果実の型の1つ。堅く木化した果皮が1個の種子を包み、裂開しない果実のことである。ブナ科やカバノキ科などに見られる。カヤツリグサ科やタデ科に見られる小型のものは小堅果（nutlet, nucula, nucule, nuculanium）ともよばれるが、痩果との区分は明確ではない。
植物学用語としての「nut」は堅果を意味するが、一般用語としての「nut」 および日本での一般用語としての「ナッツ」は堅い殻に包まれた食用部をもつ果実やその一部、または種子を意味し、クリやシイ、ヘーゼルナッツなどの堅果も含まれるが、その他にヒマワリの痩果（下位痩果）、アーモンドやピスタチオ、マカダミア、ココナッツなどの核果の核（種子を含む硬化した内果皮）、ブラジルナッツ、カボチャ、マツ、イチョウなどの種子も含まれる。いずれも種子内の子葉や胚乳を食用とする。

## 定義

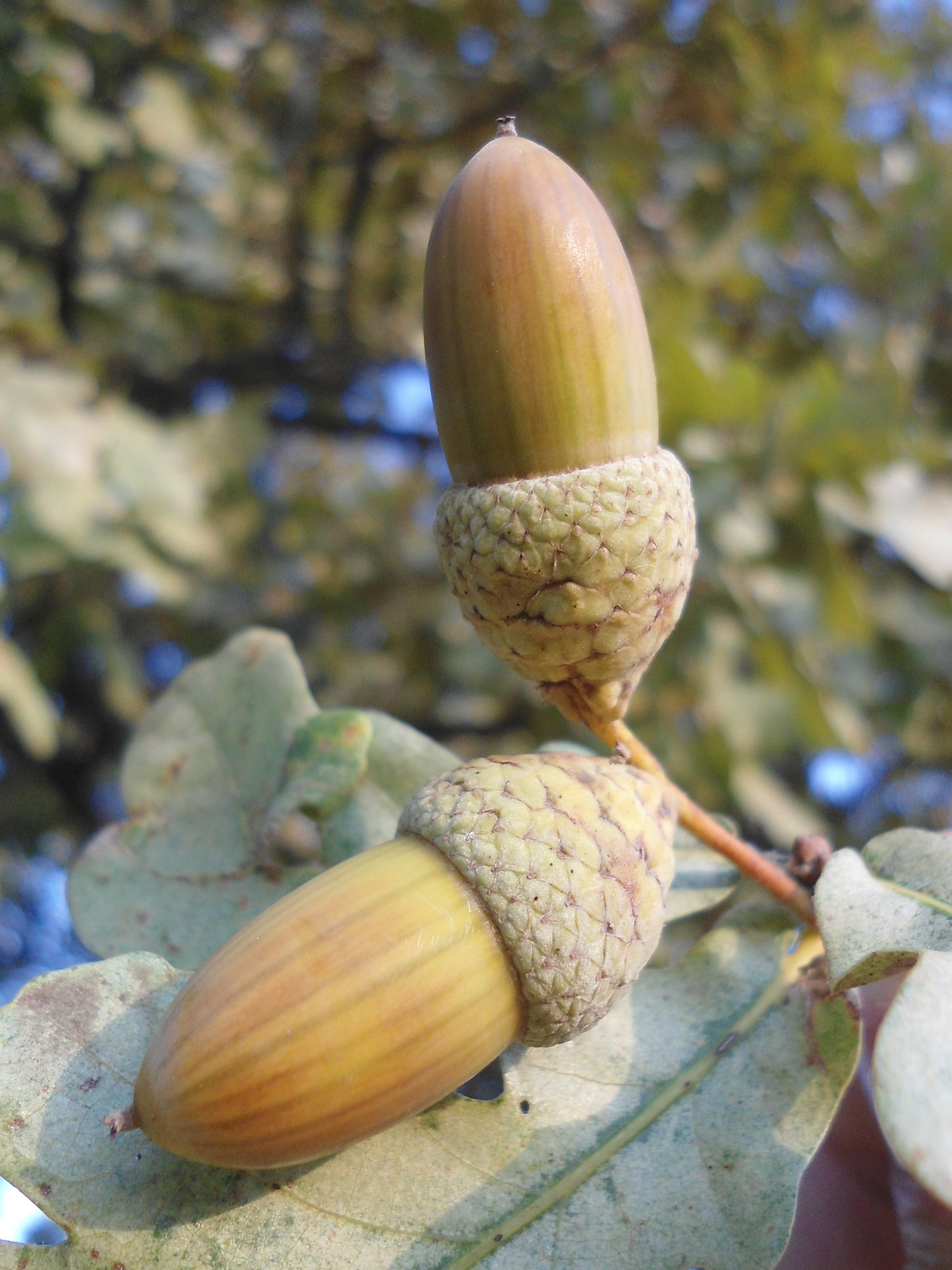
ヨーロッパナラ（ブナ科）の堅果

複数の心皮（雌しべを構成する葉的要素）からなり、成熟した状態で果皮は乾燥して堅く木化し、1種子を密に包んでいるが果皮と種皮は合着せず、裂開しない果実は、堅果とよばれる。クリなどでは、鬼皮が果皮に、渋皮が種皮に相当する。ブナ科やハシバミ属（カバノキ科）などに見られる。他にもミズタマソウ（アカバナ科）、ヒシ（ミソハギ科）、シナノキ属（アオイ科）、ツクバネ（ビャクダン科）などの果実も、堅果として扱われることがある。
ブナ科では、総苞片（花の集まりの基部につく特殊化した葉）が集合・合着した構造である殻斗（）（cupule, cupula）が堅果を包んでおり、特に殻斗果（どんぐり状果）ともよばれる。クリでは3個の堅果がいがで覆われた殻斗で完全に包まれ、ブナでは2個の堅果が殻斗で完全に包まれ、シラカシやコナラでは1個の堅果の基部が殻斗で包まれている。ブナやクヌギ、カシワでは苞の先端が癒合せずに殻斗がささくれているが、コナラやマテバシイでは殻斗表面が鱗片状、アカガシやシラカシでは殻斗表面に環状模様を形成している。
クルミ属やペカン属（クルミ科）の果実は堅果とされることが多いが、その定義と合わない特徴をもつ。これらの果実は多肉質の外皮に包まれた堅い核状構造（種子を含む）からなる。外皮は主に花托などに由来するが、外果皮も含むとされる。この場合、核の部分はそれより内側の果皮からなることになり、堅果の定義（果皮が全て硬化）には合致しない。この構造は核果に類似するが、外皮に果皮以外の要素を含む点で異なる。そのため、このような果実は"核果状の堅果"（drupe-like nut または drupaceous nut）や"偽の核果"（pseudodrupe）、tryma、クルミ果、殻果ともよばれる。
堅果の定義に含まれるが、特に小型のものは小堅果ともよばれる。小堅果は、カヤツリグサ科やガマ科、カバノキ科、タデ科などに見られる。ただし痩果との区分は不明瞭であり、これらの小堅果の中には痩果として扱われるものも多い。
外見上は堅果に似ているが、堅い外被が雌しべの子房以外に由来する果実は、偽堅果（spurious nut）とよばれる。オシロイバナ（オシロイバナ科）の偽堅果は、萼の基部が硬化して本来の果実を包んでいる。

## 堅果からなる集合果と複合果

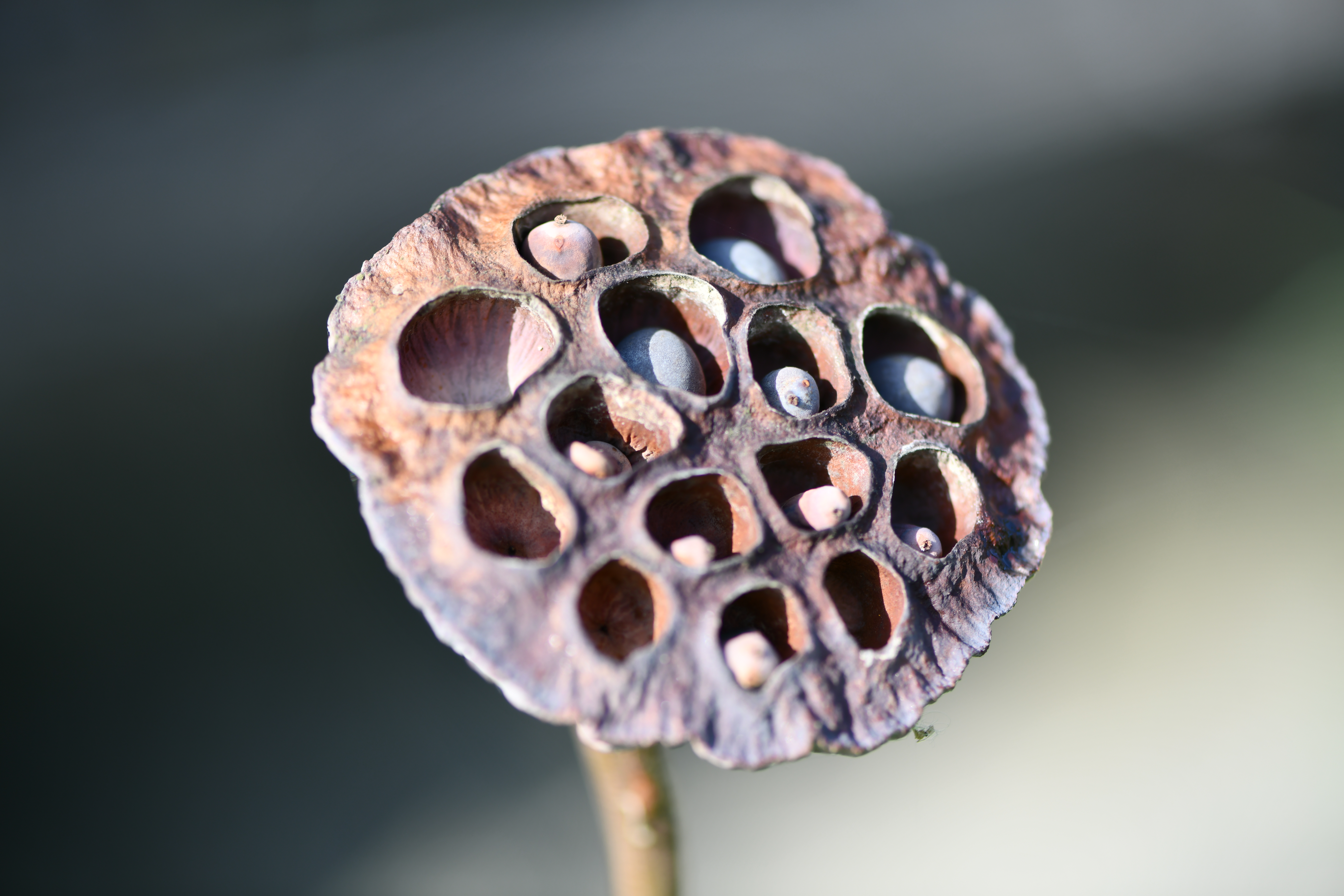
ハス（ハス科）のハス状果

ハス（ハス科）の花は漏斗状の花托に多数の雌しべが埋没しているが、個々の雌しべは堅果（ただしこの果実は1心皮性であり、典型的な堅果とは異なるため、痩果として扱われることもある）となり、これを含む肥大した花托からなる集合果はハス状果（nelumboid aggregate fruit）とよばれる。ハス状果は花托が大部分を占めており、典型的な偽果である。
イヌシデ、カバノキ、ハンノキ（カバノキ科）などは、葉腋に堅果（または小堅果）をつけた苞（果苞、果鱗）が軸にらせん状について球果（まつぼっくり）状のまとまりを形成する。この複合果（多花果）は、ストロビル（ストロビラ、果穂; strobile, strobilus）ともよばれる。strobile という用語は、裸子植物球果類（針葉樹）の球果に対しても用いられる用語であるが、裸子植物は雌しべ（子房）をもたないため、球果類の球果は果実ではない。
クリ属（ブナ科）は3個の雌花に由来する3個の堅果が共通の殻斗に囲まれて複合果状になるが、殻斗が裂開して個々の堅果が散布される。
またガマ属（ガマ科）では、筒状に密集した多数の雌花がいわゆる「がまの穂」を形成し、この雌花がそれぞれ堅果（痩果ともされる）になるため、果実が密集して複合果状になる。

## 堅果が関わる偽果

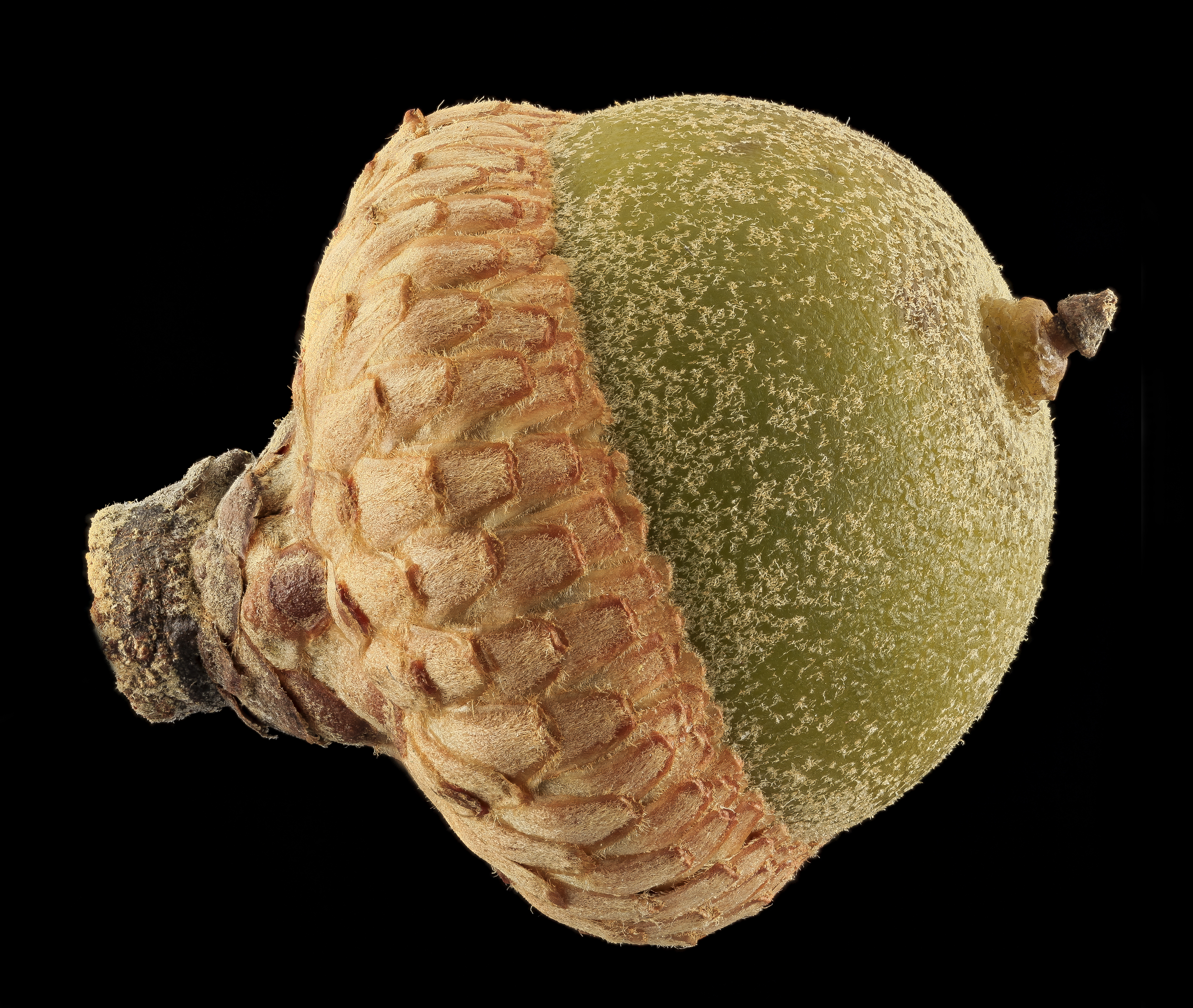
（ブナ科）の堅果と殻斗（殻斗果）

果実は基本的に雌しべの子房に由来する構造であるが、植物によっては花托や花被など子房以外の部分に由来する構造が多く加わることもあり、このような果実は偽果とよばれる。ブナ科の堅果は全体または一部が殻斗（総苞片が集合・合着した構造）で包まれており、偽果状である。ハシバミ属（カバノキ科）の堅果も、苞（果苞）で包まれて偽果状になる。カヤツリグサ科のスゲ属では、小堅果（痩果ともされる）が特殊化した葉である果胞（perigynium）で包まれている。
クルミ属（クルミ科）の果実は堅果として扱われることが多いが、やや特殊な構成をしている。種子を含む堅い部分は、多肉質の外皮で包まれているが、この外皮は外果皮に加えて総苞など子房以外の部分を含むため、外皮を加えた場合はこの果実は偽果である。
タデ科のスイバやイタドリ、イヌタデ、イシミカワでは、小堅果（または痩果）は花被に包まれている。このような構造は、風散布や動物被食散布に寄与することがある。

## 種子散布

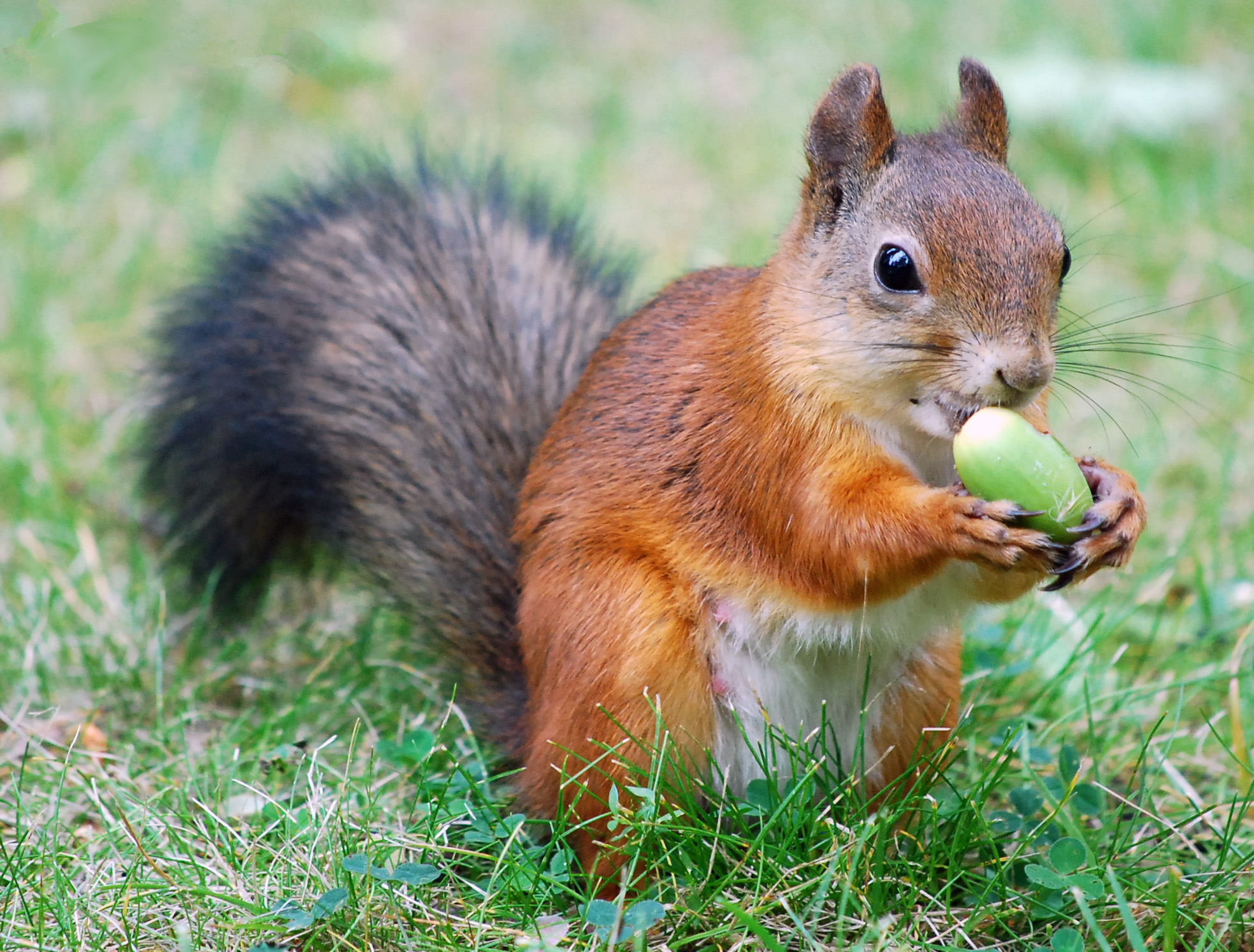
ブナ科の堅果を運ぶキタリス

堅果は裂開しないため、種子を含んだ果実の状態で散布される。
ブナ科やクルミ科などの堅果は、リスやネズミ、シジュウカラ、カラス、カケスなどの動物によって収集・輸送・貯蔵されることがある。これらの動物の食料となるのは堅果中の種子であるため、食べられた堅果は発芽できないが、貯蔵されながら食べ残された堅果はそこで発芽することがあり、このような種子散布様式は、貯食散布（食べ残し型散布）とよばれる。貯食散布される堅果を生産する植物は、堅果の生産量が年によって大きく変動することが知られている。これによって、果実食者や果実に対する害虫が増えすぎないようにしていると考えられている。
オニグルミの堅果は上記のように貯食散布されるが、果実中に空洞があるため水に浮くこともでき、これによる水流散布も行われるとされる。ハスの堅果（痩果ともされる）も空洞をもち、水に浮いて散布される。
サワグルミ属やノグルミ属（クルミ科）の堅果には苞が発達した翼が付随しており、またクマシデ属やアサダ属（カバノキ科）の堅果は大きな苞（果苞）の基部についている。またカバノキ属やハンノキ属（カバノキ科）では、果皮が翼状に発達することがあり、このような果実は翼果ともよばれる。スイバやイタドリ（タデ科）では、小堅果（または痩果）が翼状の花被で包まれている。これらの構造は、風による果実の散布に役立つと考えられている。またシナノキ属（アオイ科）では、複数の花をつけた花梗が苞に癒合しており、そこから形成された複数の堅果が垂下した苞が風散布される。
ガマ科の堅果（小堅果、または痩果）は長い果柄の先についているが、この果柄には長い毛が多数生えている。果実は、この毛によって風にのって散布される。ワタスゲ（カヤツリグサ科）の小堅果（痩果）には花被が変化した綿毛がついており、風にとばされる。

## ギャラリー

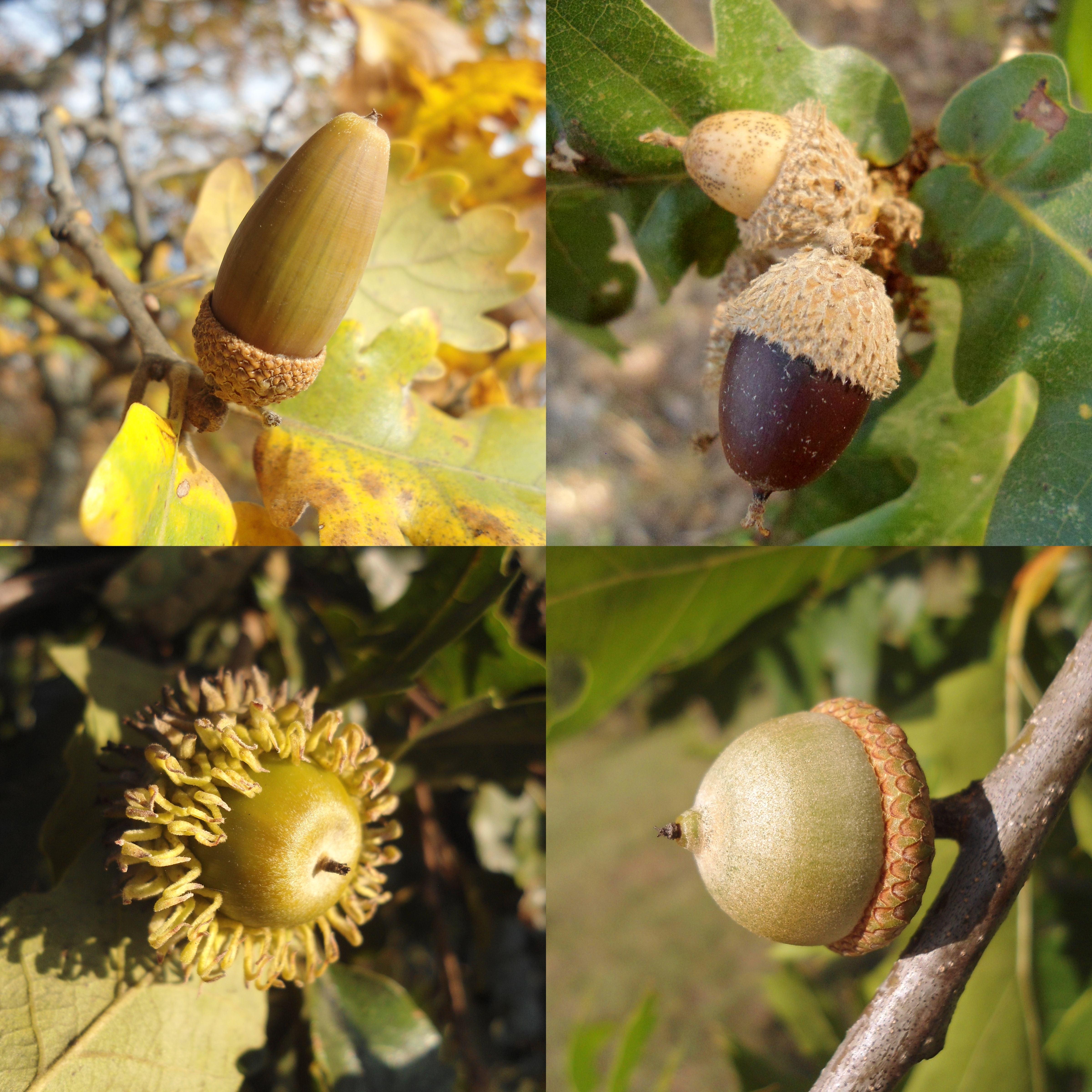
ブナ科のさまざまな堅果
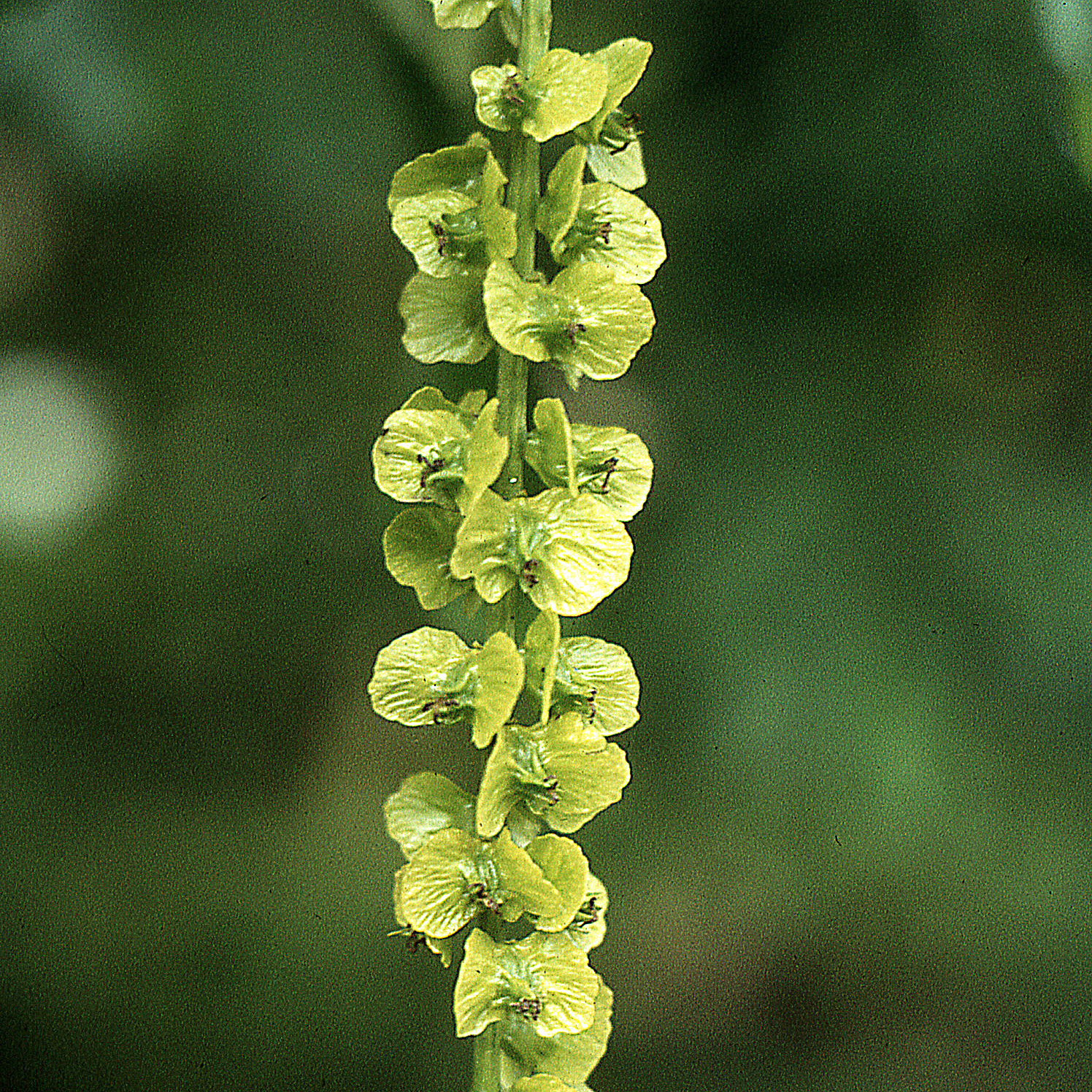
コーカサスサワグルミ（Pterocarya fraxinifolia）の堅果
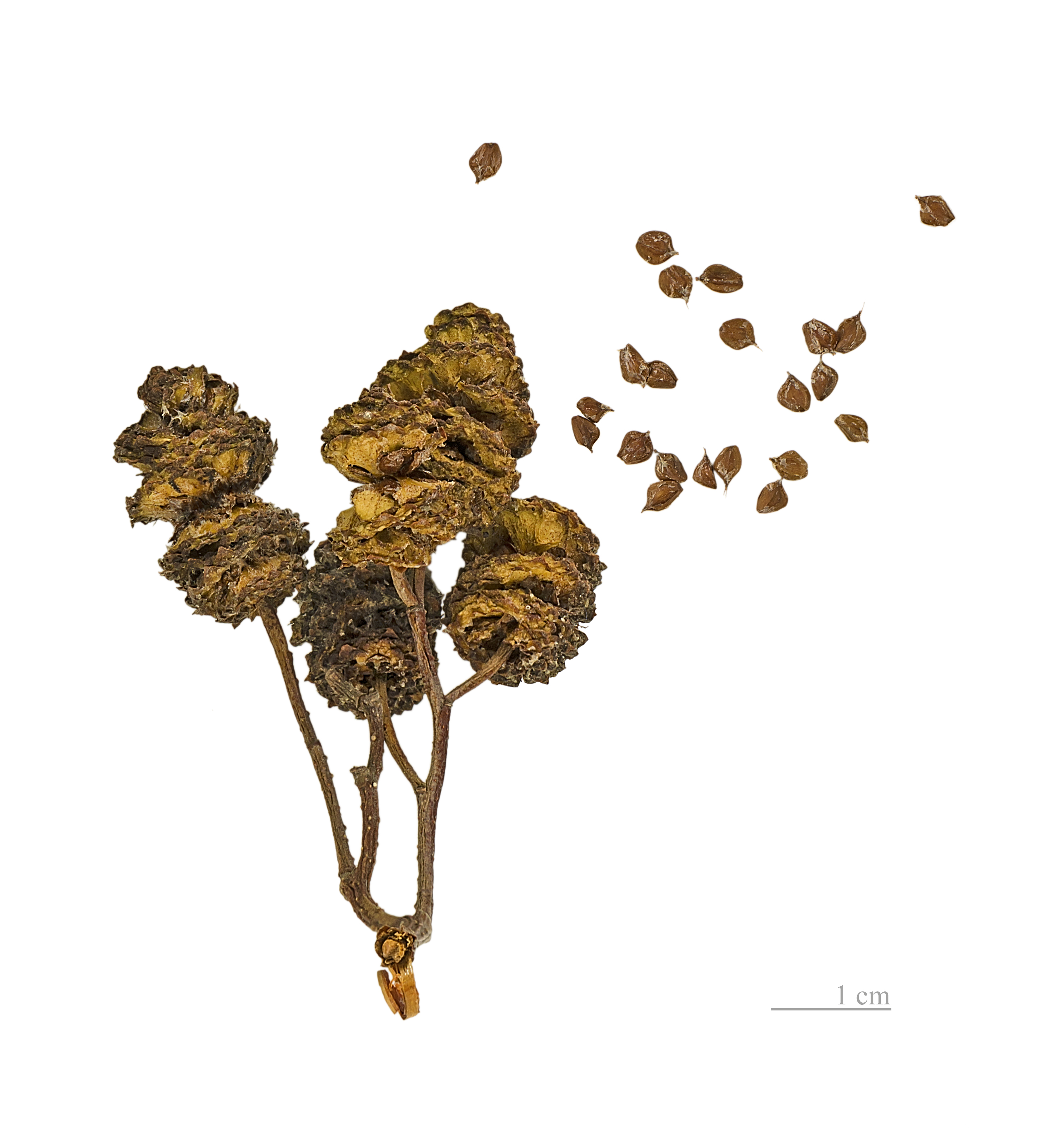
セイヨウヤマハンノキ（Alnus glutinosa）のストロビルと堅果（小堅果）
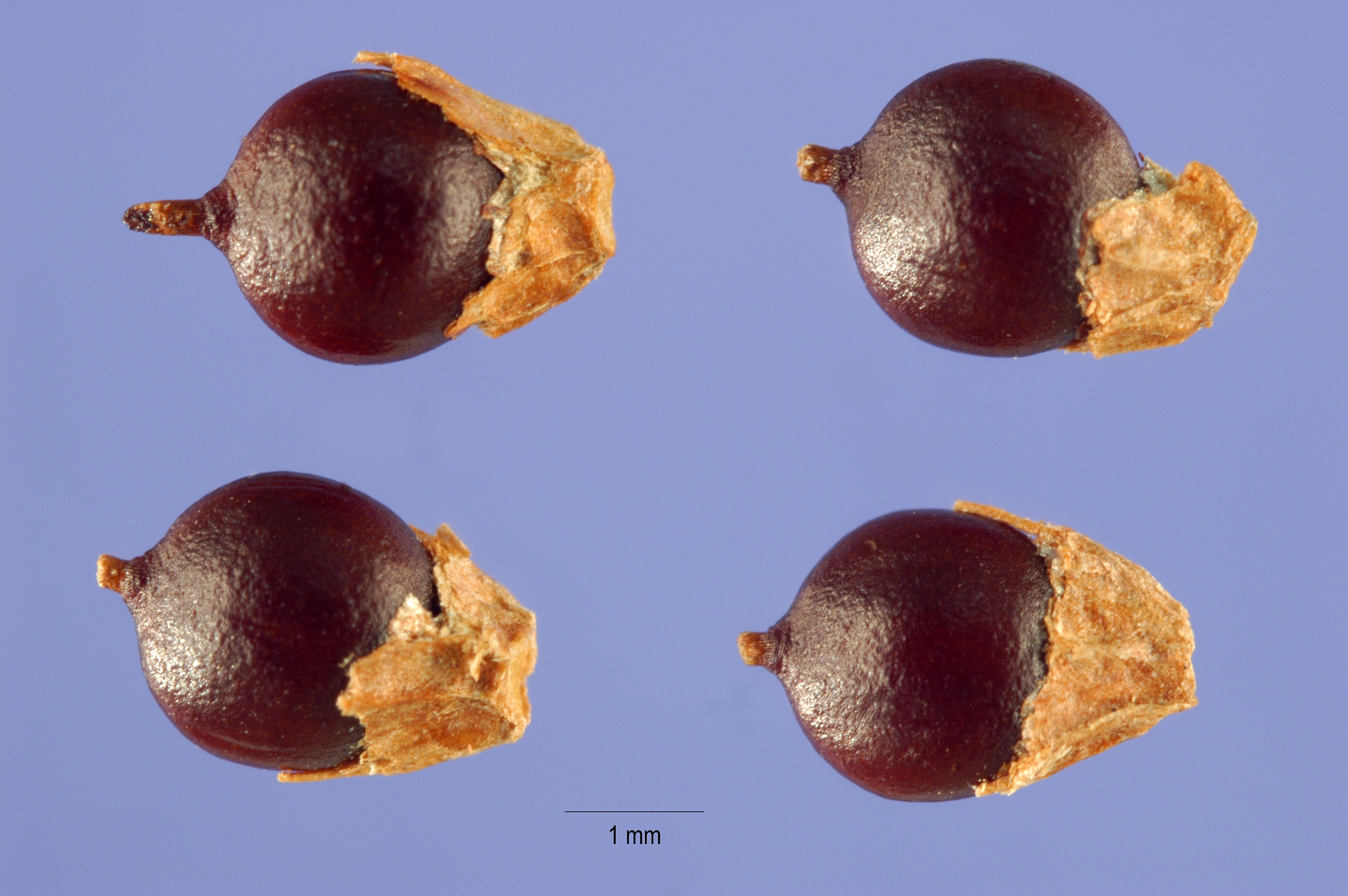
エゾノミズタデ（タデ科）の小堅果（痩果）
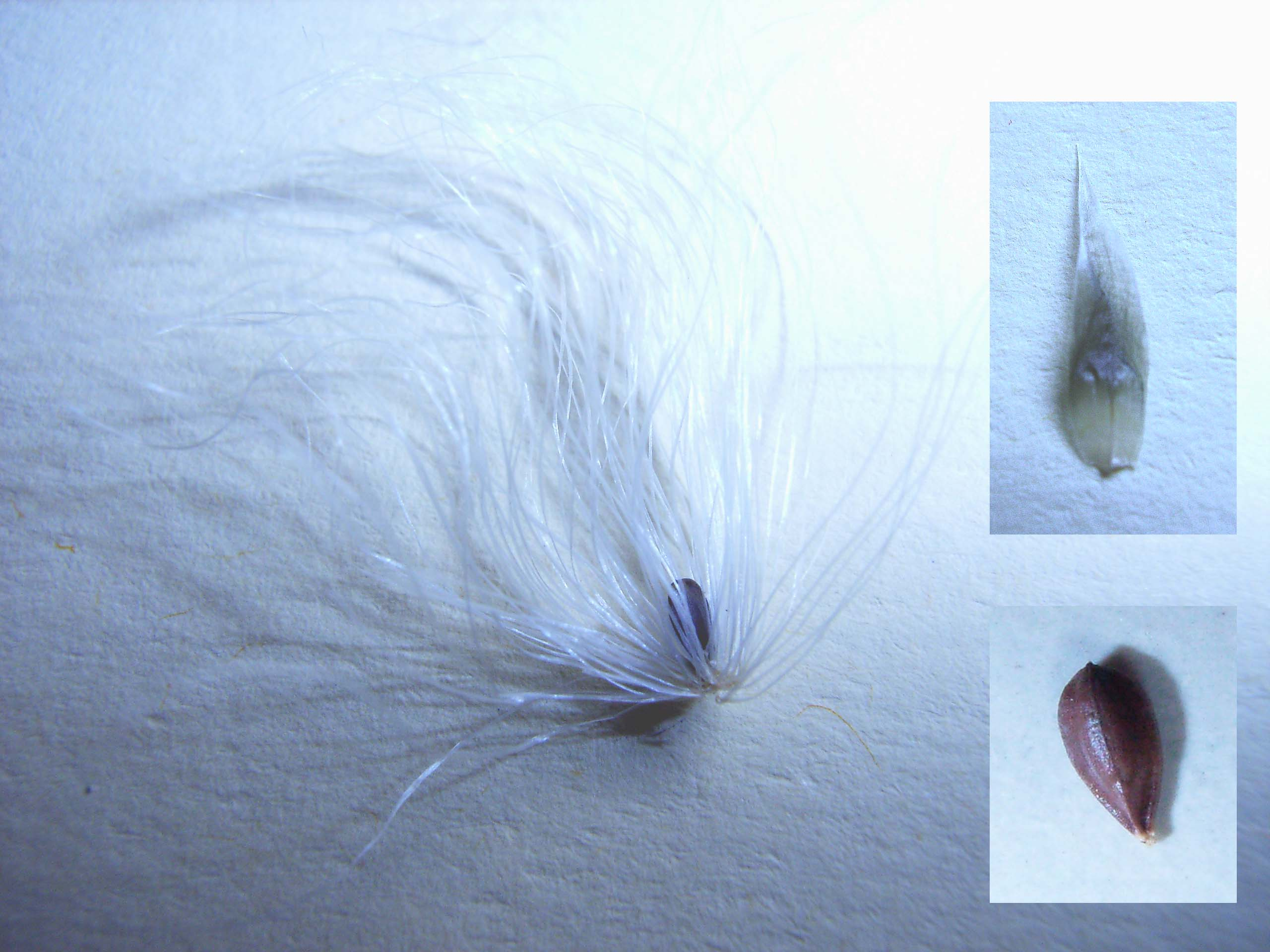
ワタスゲ（カヤツリグサ科）の小堅果（痩果）と綿毛
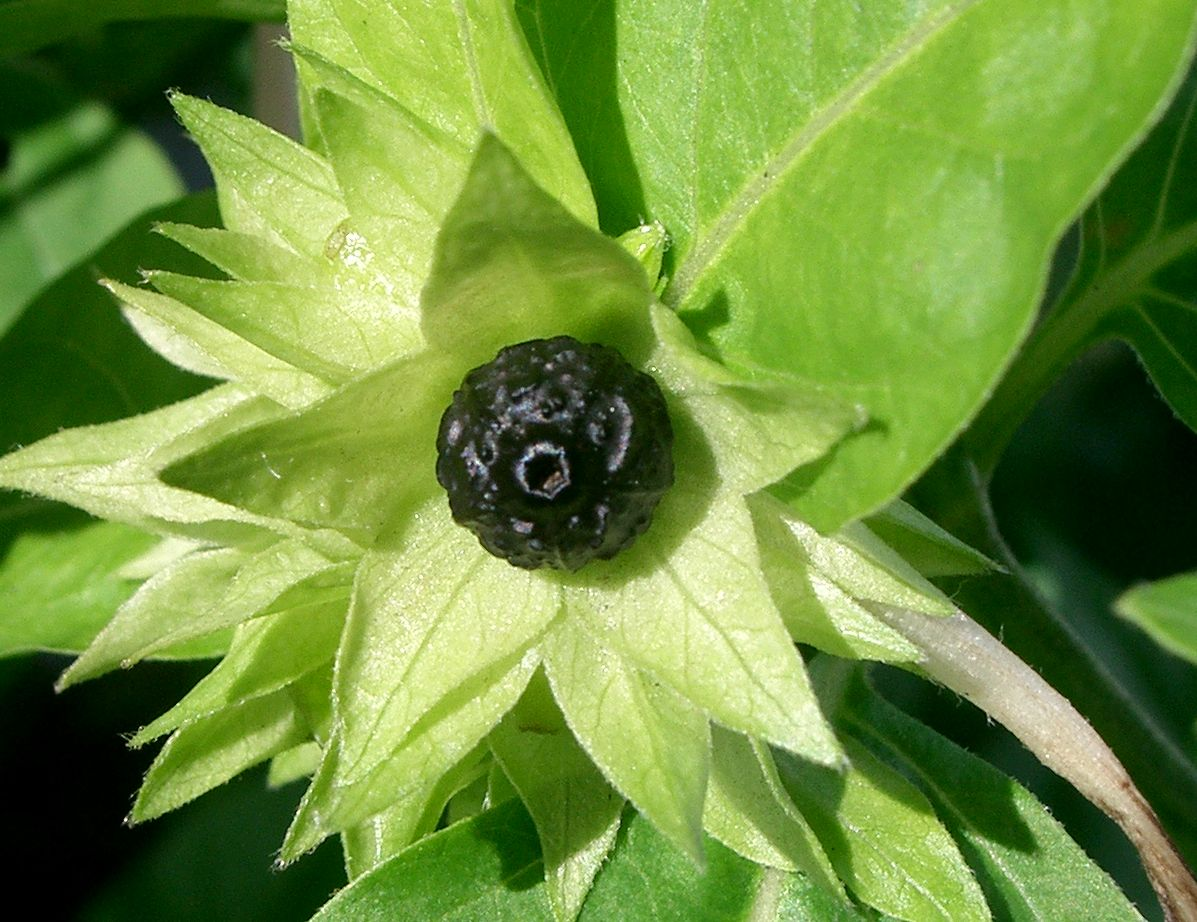
オシロイバナ（オシロイバナ科）の偽堅果